# フーマイスターエレクトロニクス
株式会社フーマイスターエレクトロニクスは、東京都千代田区に本社を置く韓国LG向け株式会社日立製作所製電子部品（半導体はルネサス製）輸出を主力とする商社。

## 概要
株式会社日立製作所の製造販売する電子部品をLGグループ向けに専門に取り扱う事を趣旨として代理店契約を締結し、設立された。

## 沿革
- 1988年3月 - 株式会社フーマイスターエレクトロニクスを設立[3]
- 2007年7月 - 連結子会社ロジシスデバイス株式会社を合併[3]。
- 2010年9月15日 - 大阪証券取引所JASDAQ市場に株式上場[3]。
- 2011年5月 - 株式会社STEQと資本提携（持分法適用会社）[3]。
- 2017年9月 - 株式会社STEQを持分法適用会社から除外
- 2019年
  - 4月 - マネジメント・バイアウトを目的とした株式公開買付けにより、筆頭株主の株式会社TMKが57.53%の株式を取得[4]。
  - 7月10日 - 東京証券取引所JASDAQ市場上場廃止。
  - 7月16日 - 株式併合を行い、株式会社TMKの完全子会社となる予定[5]。